# Karl von der Decken

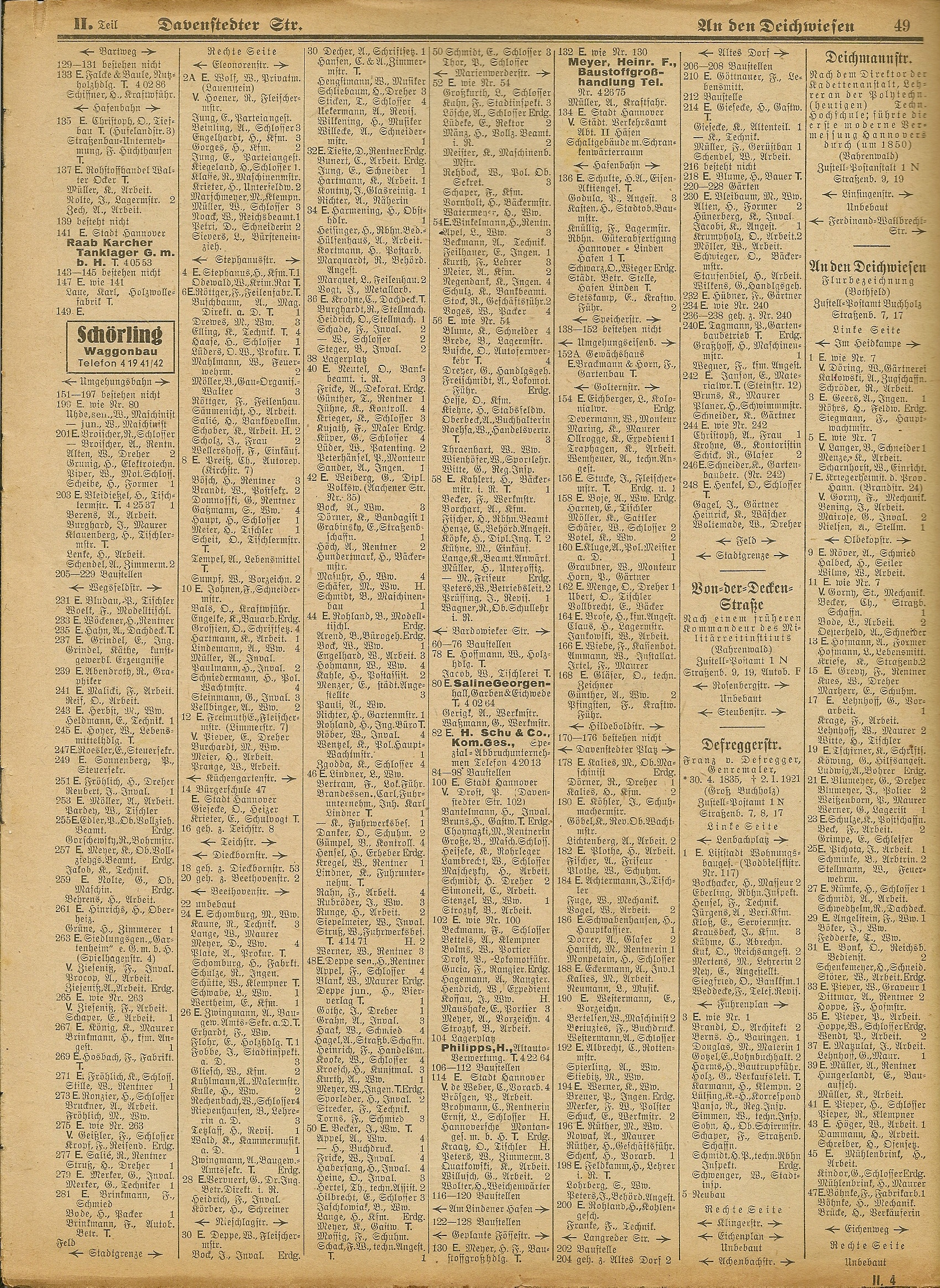
Von-der-Decken-Straße im Adressbuch für die Stadt Hannover von 1942

Karl Ludwig von der Decken (auch: Carl Ludwig von der Decken (* 29. Dezember 1855 in Celle; † 10. April 1935 in Hannover) war ein preußischer Generalleutnant und Kavallerieinspekteur in Straßburg im Elsass.

## Leben
Karl Ludwig von der Decken war der Sohn des Majors Ludwig von der Decken (1809–1878) und Besitzer des Gutes Schöneworth I. 1882 heiratete er in Colmar Anna von Witzleben aus dem Thüringer Uradelsgeschlecht von Witzleben. Seine Ehefrau war die Tochter des Oberforstmeisters Hermann von Witzleben und ältere Schwester des Generalmajors Hermann von Witzleben.
Von der Decken war Lehrer am Militärreitinstitut (Vahrenwald) in Hannover. und Vorsitzender im Verband hannoverscher Warmblutzüchter.
Von der Decken wurde auf dem Militärfriedhof Fössefeld in Limmer beerdigt.

## Von-der-Decken-Straße
Die 1933 angelegte Von-der-Decken-Straße im hannoverschen Stadtteil Vahrenwald sollte laut dem Adressbuch der Stadt Hannover von 1935 angeblich „[...] nach einem früheren Kommandeur des Militärreitinstituts“ benannt worden sein. Richtig ist aber wohl, dass die Straße nach dem am Militärreitinstitut tätigen „Lehrer“ Carl Ludwig von der Decken benannt wurde.

## Werke
Wie springt das Pferd über Hindernisse und der daraus resultierende Grundgedanke aller naturentsprechenden Reitsysteme: Eine Kasino-Plauderei; mit 16 Fig.; Schickhardt & Ebner, (1911)